# Simón Paredes
Simón Paredes (24 dicembre 1945) è un ex cestista peruviano.

## Carriera
Con il Perù ha disputato le Olimpiadi del 1964 e i Campionati del mondo del 1967.